# آتش‌سهره رخ‌سیاه
آتش‌سهره رخ‌سیاه (نام علمی: Lagonosticta larvata) گونه‌ای رایج از سهرهٔ ریز است که در آفریقا یافت می‌شود. وسعت جهانی وقوع آن ۲۱۰۰۰۰۰ کیلومتر مربع برآورد شده است.
در بنین، بورکینافاسو، کامرون، جمهوری آفریقای مرکزی، چاد، جمهوری دموکراتیک کنگو، ساحل عاج، اتیوپی، گامبیا، غنا، گینه بیسائو، مالی، نیجر، نیجریه، سنگال، سیرالئون، سودان، توگو و اوگاندا یافت می‌شود. وضعیت گونه به عنوان حداقل نگرانی ارزیابی می‌شود.